# Samuel Hortin

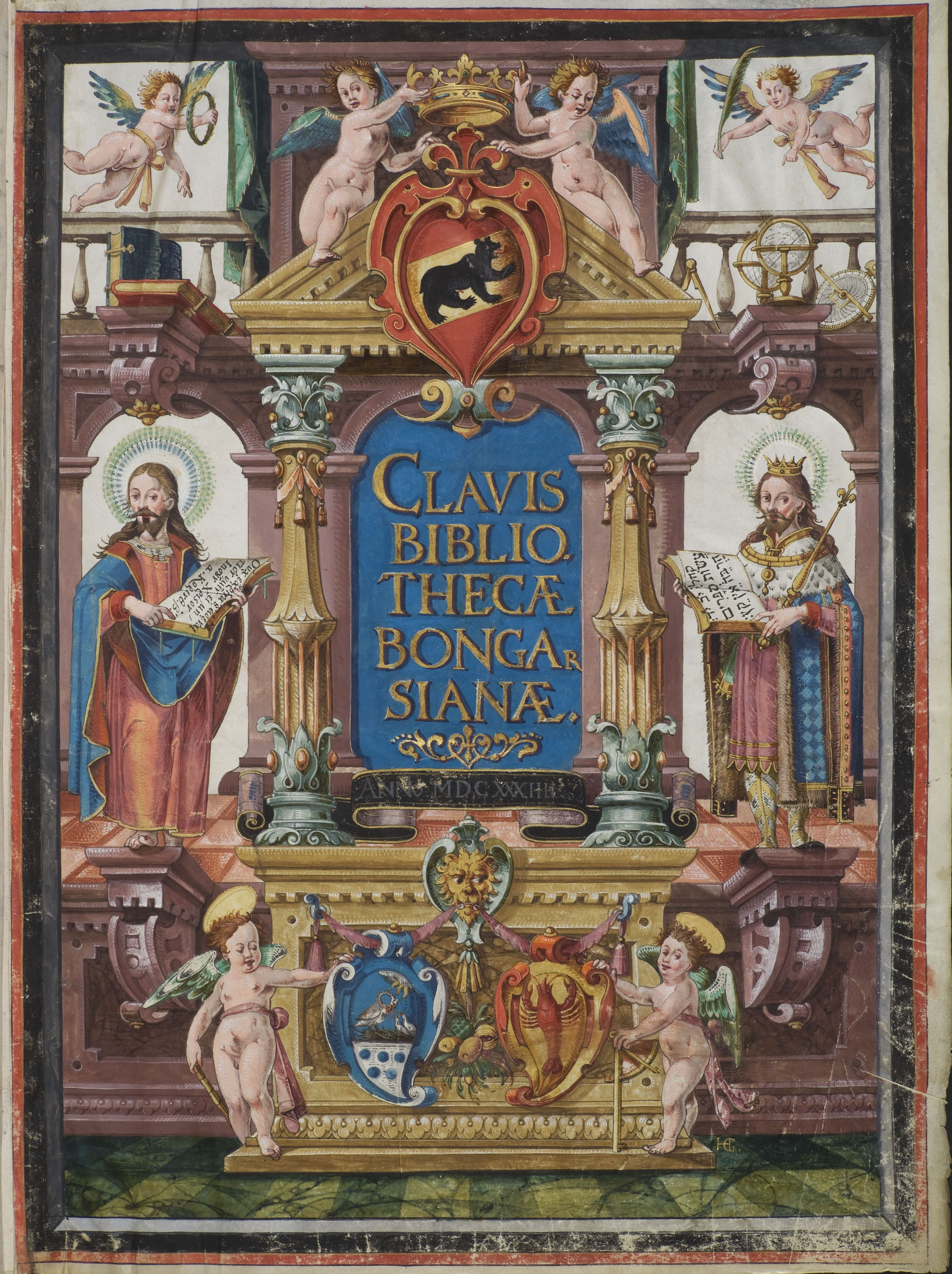
Titelblatt von Samuel Hortins Bibliothekskatalog zur Bongarsiana (1634)

Samuel Hortin (* 29. Oktober 1589 in Bern; † 1652 in Burgdorf BE) war ein Schweizer reformierter Pfarrer und Bibliothekar.

## Leben
Samuel Hortin war ein Sohn des Hebräischprofessors Johannes Hortin (ca. 1540–1588/1597), aus der 1574 in Bern eingeburgerten Theologenfamilie Hortin. Ab 1606 studierte er an der Hohen Schule in Bern, 1611 immatrikulierte er sich in Basel. Er heiratete Magdalena Tillmann, Tochter des Berner Goldschmieds Peter Tillmann (1564–1603). 1613 wurde er Pfarrer zu Sumiswald, 1622 Helfer am Berner Münster und von 1637 bis 1652 Pfarrer und Dekan zu Burgdorf. Gemeinsam mit Conrad Schoppius (1576–1649) erarbeitete er unter dem Titel Clavis bibliothecae Bongarsianae einen Katalog, in dem erstmals die etwa 700 Manuskripte und 3000 Druckbände der 1632 erworbenen Bibliothek des Jacques Bongars verzeichnet waren. Sein Urenkel Emanuel Hortin (1704–1777) übernahm 1725 die Obere Druckerei in Bern.